# Fußball-Weltmeisterschaft 2018/Qualifikation

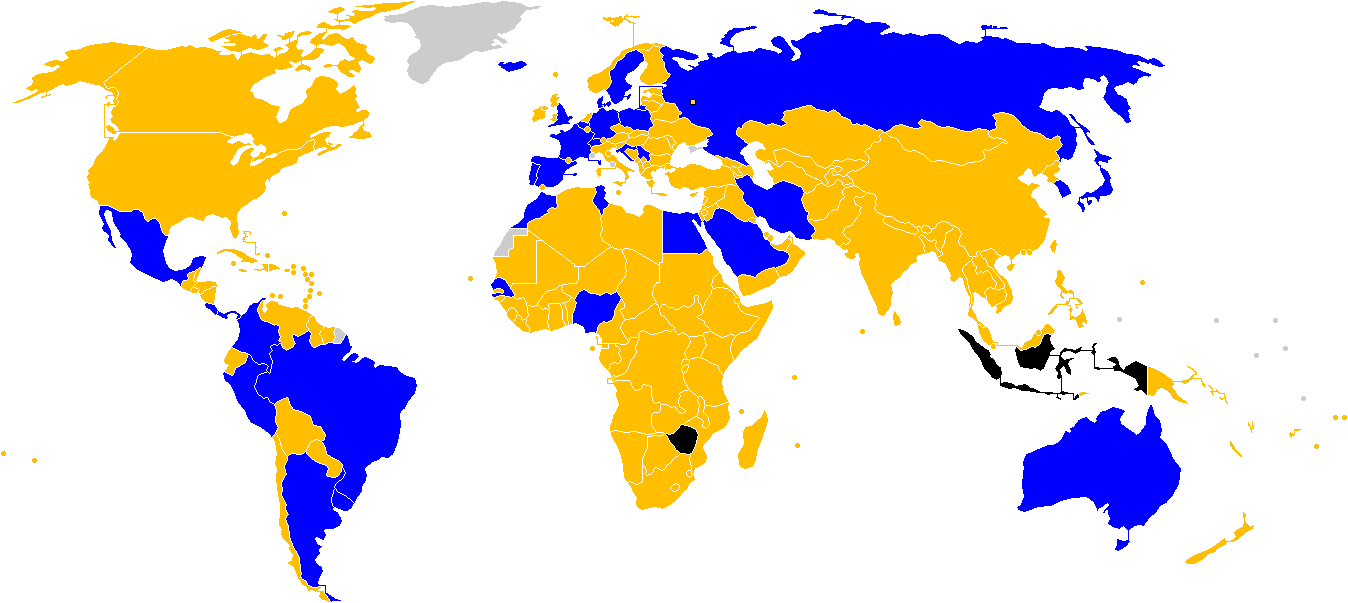
Qualifiziert
Nicht qualifiziert
Nicht teilgenommen
Kein FIFA-Mitglied

Die Qualifikation (oder Vorrunde) zur Endrunde der Fußball-Weltmeisterschaft 2018 wurde von 2015 bis 2017 ausgetragen. Zum ersten Mal haben alle 211 Mitgliedsverbände der FIFA ihre Mannschaften gemeldet. Jedoch wurden Simbabwe und Indonesien von der FIFA suspendiert. Die Auslosung der Qualifikationsgruppen fand am 25. Juli 2015 in Strelna bei Sankt Petersburg statt. Zwei Verbände losten bereits am 15. Januar (CONCACAF) und 10. Februar 2015 (AFC) die jeweiligen ersten Qualifikationsrunden aus.
Die Startplätze für die Endrunde wurden wie folgt vergeben:
- UEFA (Europa): 13 Startplätze für 54 Qualifikationsteilnehmer plus einen Startplatz für den Gastgeber Russland
- CAF (Afrika): 5 Startplätze für 53 Qualifikationsteilnehmer (nach Suspendierung Simbabwes)
- AFC (Asien und Australien): 4 oder 5 Startplätze für 45 Qualifikationsteilnehmer (nach Suspendierung Indonesiens)
- CONMEBOL (Südamerika): 4 oder 5 Startplätze für 10 Qualifikationsteilnehmer
- CONCACAF (Nord- und Mittelamerika und Karibik): 3 oder 4 Startplätze für 35 Qualifikationsteilnehmer
- OFC (Ozeanien): 0 oder 1 Startplatz für 11 Qualifikationsteilnehmer

Zwei der Teilnehmer wurden in interkontinentalen Entscheidungsspielen bestimmt. Welche Verbände gegeneinander antreten, wurde ebenfalls am 25. Juli 2015 in St. Petersburg ausgelost.  Diese Auslosung ergab Partien zwischen Mitgliedern der CONCACAF und der AFC sowie zwischen der OFC und der CONMEBOL.
Insgesamt wurden 866 Spiele (alle Verbände kombiniert) in der Qualifikationsphase der Weltmeisterschaft 2018 ausgetragen.

## Reglement
Gemäß FIFA-Regularien können die Vorrundenspiele in Form von Gruppenspielen und Pokalspielen jeweils in Hin- und Rückspielen ausgetragen werden oder in Ausnahmefällen in Turnierform in einem der beteiligten Länder oder auf neutralem Boden. In den Gruppenspielen werden drei Punkte für einen Sieg vergeben und je einer für ein Unentschieden. Es entscheiden folgende Kriterien:
1. höhere Anzahl Punkte
2. bessere Tordifferenz
3. höhere Anzahl erzielter Tore
4. höhere Anzahl Punkte aus den Direktbegegnungen zwischen den punkt- und torgleichen Mannschaften
5. bessere Tordifferenz aus den Direktbegegnungen zwischen den punkt- und torgleichen Mannschaften
6. höhere Anzahl Tore aus den Direktbegegnungen zwischen den punkt- und torgleichen Mannschaften
7. höhere Anzahl Auswärtstore aus den Direktbegegnungen zwischen den punkt- und torgleichen Mannschaften, wenn nur zwei Mannschaften betroffen sind.
8. niedrigere Anzahl Minuspunkte durch Gelbe und Rote Karten (Gelbe Karte 1 Minuspunkt, Gelb-Rote Karte 3 Minuspunkte, Rote Karte 4 Minuspunkte, Gelbe und Rote Karte 5 Minuspunkte)
9. Losentscheid

In den Pokalspielen zählt bei Torgleichheit nach den beiden Spielen die höhere Anzahl erzielter Auswärtstore. Ist auch die Anzahl Auswärtstore gleich, wird eine Verlängerung gespielt. Fällt in der Verlängerung kein Tor, wird die Begegnung im Elfmeterschießen entschieden. Erzielen in der Verlängerung beide Mannschaften gleich viele Tore, qualifiziert sich die Auswärtsmannschaft aufgrund mehr erzielter Auswärtstore.

## Für die Weltmeisterschaft qualifizierte Mannschaften
| Nation        | Qualifiziert als                                   | Qualifiziert am | FIFA-Rang | Endrundenteilnahmen | Endrundenteilnahmen |
| Nation        | Qualifiziert als                                   | Qualifiziert am | FIFA-Rang | Anzahl              | zuletzt             |
| ------------- | -------------------------------------------------- | --------------- | --------- | ------------------- | ------------------- |
| Russland      | UEFA; Gastgeber                                    | 02.12.2010      | 65        | 04                  | 2014                |
| Brasilien     | CONMEBOL; Erster                                   | 28.03.2017      | 02        | 21                  | 2014                |
| Iran          | AFC; 3. Runde, Erster Gruppe 1                     | 12.06.2017      | 34        | 05                  | 2014                |
| Japan         | AFC; 3. Runde, Erster Gruppe 2                     | 31.08.2017      | 44        | 06                  | 2014                |
| Mexiko        | CONCACAF; Erster                                   | 01.09.2017      | 16        | 16                  | 2014                |
| Belgien       | UEFA; Erster Gruppe H                              | 03.09.2017      | 05        | 13                  | 2014                |
| Südkorea      | AFC; 3. Runde, Zweiter Gruppe 1                    | 05.09.2017      | 62        | 10                  | 2014                |
| Saudi-Arabien | AFC; 3. Runde, Zweiter Gruppe 2                    | 05.09.2017      | 63        | 05                  | 2006                |
| Deutschland   | UEFA; Erster Gruppe C                              | 05.10.2017      | 01        | 19                  | 2014                |
| England       | UEFA; Erster Gruppe F                              | 05.10.2017      | 12        | 15                  | 2014                |
| Spanien       | UEFA; Erster Gruppe G                              | 06.10.2017      | 08        | 15                  | 2014                |
| Nigeria       | CAF; 3. Runde, Erster Gruppe B                     | 07.10.2017      | 41        | 06                  | 2014                |
| Costa Rica    | CONCACAF; Zweiter                                  | 07.10.2017      | 22        | 05                  | 2014                |
| Polen         | UEFA; Erster Gruppe E                              | 08.10.2017      | 06        | 08                  | 2006                |
| Ägypten       | CAF; 3. Runde, Erster Gruppe E                     | 08.10.2017      | 30        | 03                  | 1990                |
| Serbien       | UEFA; Erster Gruppe D                              | 09.10.2017      | 38        | 02                  | 2010                |
| Island        | UEFA; Erster Gruppe I                              | 09.10.2017      | 21        | 01                  | –                   |
| Portugal      | UEFA; Erster Gruppe B                              | 10.10.2017      | 03        | 07                  | 2014                |
| Frankreich    | UEFA; Erster Gruppe A                              | 10.10.2017      | 07        | 15                  | 2014                |
| Uruguay       | CONMEBOL; Zweiter                                  | 10.10.2017      | 17        | 13                  | 2014                |
| Argentinien   | CONMEBOL; Dritter                                  | 10.10.2017      | 04        | 17                  | 2014                |
| Kolumbien     | CONMEBOL; Vierter                                  | 10.10.2017      | 13        | 06                  | 2014                |
| Panama        | CONCACAF; Dritter                                  | 10.10.2017      | 49        | 01                  | –                   |
| Senegal       | CAF; 3. Runde, Erster Gruppe D                     | 10.11.2017      | 32        | 02                  | 2002                |
| Marokko       | CAF; 3. Runde, Erster Gruppe C                     | 11.11.2017      | 48        | 05                  | 1998                |
| Tunesien      | CAF; 3. Runde, Erster Gruppe A                     | 11.11.2017      | 28        | 05                  | 2006                |
| Schweiz       | UEFA; Play-off-Sieger                              | 12.11.2017      | 11        | 11                  | 2014                |
| Kroatien      | UEFA; Play-off-Sieger                              | 12.11.2017      | 18        | 05                  | 2014                |
| Schweden      | UEFA; Play-off-Sieger                              | 13.11.2017      | 25        | 12                  | 2006                |
| Dänemark      | UEFA; Play-off-Sieger                              | 14.11.2017      | 19        | 05                  | 2010                |
| Australien    | AFC; Sieger interkontinentale Play-offs (CONCACAF) | 15.11.2017      | 43        | 05                  | 2014                |
| Peru          | CONMEBOL; Sieger interkontinentale Play-offs (OFC) | 16.11.2017      | 10        | 05                  | 1982                |

Anmerkungen
1. ↑  Stand: 16. Oktober 2017
2. ↑  inklusive der Fußball-WM 2018

## Europäische Zone / UEFA
Da Russland als Gastgeber automatisch qualifiziert ist und am 13. Mai 2016 Gibraltar und der Kosovo in die FIFA aufgenommen wurden, nahmen 54 UEFA-Mitglieder an der Qualifikation teil. Vor der Auslosung wurden die Mannschaften anhand der FIFA-Weltrangliste vom Juli 2015 auf sechs Lostöpfe aufgeteilt. Am 9. Juni 2016 wurde Gibraltar in die Gruppe H gesetzt und Kosovo in die Gruppe I, weil aus Sicherheitsgründen keine Spiele des Kosovos gegen Serbien und Bosnien und Herzegowina stattfinden sollten.
| Gruppenübersicht | Gruppenübersicht | Gruppenübersicht           | Gruppenübersicht | Gruppenübersicht | Gruppenübersicht |
| Gruppe A         | FIFA-Rang 1      | Gruppe B                   | FIFA-Rang 1      | Gruppe C         | FIFA-Rang 1      |
| ---------------- | ---------------- | -------------------------- | ---------------- | ---------------- | ---------------- |
| 1. Niederlande   | 005              | 1. Portugal                | 007              | 1. Deutschland   | 002              |
| 2. Frankreich    | 022              | 2. Schweiz                 | 018              | 2. Tschechien    | 020              |
| 3. Schweden      | 033              | 3. Ungarn                  | 031              | 3. Nordirland    | 037              |
| 4. Bulgarien     | 068              | 4. Färöer                  | 074              | 4. Norwegen      | 067              |
| 5. Belarus       | 100              | 5. Lettland                | 087              | 5. Aserbaidschan | 108              |
| 6. Luxemburg     | 146              | 6. Andorra                 | 202              | 6. San Marino    | 192              |
| Gruppe D         | FIFA-Rang 1      | Gruppe E                   | FIFA-Rang 1      | Gruppe F         | FIFA-Rang 1      |
| 1. Wales         | 010              | 1. Rumänien                | 008              | 1. England       | 009              |
| 2. Österreich    | 015              | 2. Dänemark                | 024              | 2. Slowakei      | 015              |
| 3. Serbien       | 043              | 3. Polen                   | 030              | 3. Schottland    | 029              |
| 4. Irland        | 052              | 4. Montenegro              | 081              | 4. Slowenien     | 049              |
| 5. Moldau        | 124              | 5. Armenien                | 089              | 5. Litauen       | 110              |
| 6. Georgien      | 153              | 6. Kasachstan              | 142              | 6. Malta         | 158              |
| Gruppe G         | FIFA-Rang 1      | Gruppe H                   | FIFA-Rang 1      | Gruppe I         | FIFA-Rang 1      |
| 1. Spanien       | 012              | 1. Belgien                 | 003              | 1. Kroatien      | 014              |
| 2. Italien       | 017              | 2. Bosnien und Herzegowina | 026              | 2. Island        | 023              |
| 3. Albanien      | 036              | 3. Griechenland            | 044              | 3. Ukraine       | 027              |
| 4. Israel        | 051              | 4. Estland                 | 082              | 4. Türkei        | 048              |
| 5. Mazedonien    | 105              | 5. Zypern                  | 085              | 5. Finnland      | 090              |
| 6. Liechtenstein | 147              | 6. Gibraltar               | –                | 6. Kosovo        | –                |

## Afrikanische Zone / CAF
Da Simbabwe von der FIFA suspendiert worden war, nahmen nur 53 Mitglieder der CAF an der Qualifikation teil.
Erste Runde

Die auf Platz 28 bis 53 gesetzten Mannschaften stiegen in der ersten Runde ein.
| - Äthiopien* - Botswana* - Burundi* - Dschibuti - Eritrea - Gambia - Guinea-Bissau - Kenia* - Komoren* - Lesotho - Liberia* - Madagaskar* - Malawi | - Mauretanien* - Mauritius - Namibia* - Niger* - São Tomé und Príncipe - Seychellen - Sierra Leone - Somalia - Südsudan - Swasiland* - Tansania* - Tschad* - Zentralafrikanische Republik |

* = Qualifiziert für die zweite Runde
Zweite Runde

Die auf Platz 1 bis 27 gesetzten Mannschaften stiegen in der zweiten Runde ein.
| - Ägypten** - Algerien** - Angola - Äquatorialguinea - Benin - Burkina Faso** - Elfenbeinküste** - Gabun** - Ghana** - Guinea** - Kamerun** - Kap Verde** - Demokr. Republik Kongo** - Republik Kongo** | - Libyen** - Mali** - Marokko** - Mosambik - Nigeria** - Ruanda - Sambia** - Senegal** - Südafrika** - Sudan - Togo - Tunesien** - Uganda** |

** = Qualifiziert für die dritte Runde
Dritte Runde
| Gruppenübersicht | Gruppenübersicht | Gruppenübersicht | Gruppenübersicht | Gruppenübersicht  | Gruppenübersicht | Gruppenübersicht | Gruppenübersicht | Gruppenübersicht | Gruppenübersicht |
| Gruppe A         | FIFA-Rang        | Gruppe B         | FIFA-Rang        | Gruppe C          | FIFA-Rang        | Gruppe D         | FIFA-Rang        | Gruppe E         | FIFA-Rang        |
| ---------------- | ---------------- | ---------------- | ---------------- | ----------------- | ---------------- | ---------------- | ---------------- | ---------------- | ---------------- |
| 1. Tunesien      | 28               | 1. Nigeria       | 41               | 1. Marokko        | 48               | 1. Senegal       | 32               | 1. Ägypten       | 30               |
| 2. DR Kongo      | 35               | 2. Sambia        | 77               | 2. Elfenbeinküste | 61               | 2. Burkina Faso  | 55               | 2. Uganda        | 70               |
| 3. Guinea        | 66               | 3. Kamerun       | 42               | 3. Gabun          | 92               | 3. Kap Verde     | 64               | 3. Ghana         | 52               |
| 4. Libyen        | 87               | 4. Algerien      | 67               | 4. Mali           | 72               | 4. Südafrika     | 74               | 4. Rep Kongo     | 94               |

Anmerkungen
1. FIFA-Rang Stand: 16. Oktober 2017

## Asiatische Zone und Australien / AFC
Da Indonesien von der FIFA suspendiert worden war und die Nördlichen Marianen kein FIFA-Mitglied sind, nahmen nur 46 AFC-Mitglieder an der Qualifikation teil. Die ersten beiden Qualifikationsrunden dienten auch als Qualifikation für die Asienmeisterschaft 2019.
Erste Runde

Die auf Platz 35 bis 46 gesetzten Mannschaften stiegen in der ersten Runde ein.
| - Bhutan* - Brunei - Chinese Taipei* - Indien* - Jemen* - Kambodscha* | - Macau - Mongolei - Nepal - Osttimor* - Pakistan - Sri Lanka |

* = Qualifiziert für die zweite Runde
Zweite Runde

Die auf Platz 1 bis 34 gesetzten Mannschaften stiegen in der zweiten Runde ein.
| - Afghanistan - Australien** - Bahrain - Bangladesch - China** - Guam - Hongkong - Irak** - Iran** - Japan** - Jordanien | - Katar** - Kirgisistan - Kuwait - Laos - Libanon - Malaysia - Malediven - Myanmar - Nordkorea - Oman - Palästina | - Philippinen - Saudi-Arabien** - Singapur - Südkorea** - Syrien** - Tadschikistan - Thailand** - Turkmenistan - Usbekistan** - Ver. Arab. Emirate** - Vietnam |

** = Qualifiziert für die dritte Runde

Dritte Runde
| 1. Iran       | 034 | 1. Japan              | 044 |
| 2. Südkorea   | 062 | 2. Saudi-Arabien      | 063 |
| 3. Syrien***  | 077 | 3. Australien***      | 043 |
| 4. Usbekistan | 076 | 4. Ver. Arab. Emirate | 072 |
| 5. China      | 057 | 5. Irak               | 080 |
| 6. Katar      | 097 | 6. Thailand           | 138 |

Anmerkungen
1. FIFA-Rang Stand: 16. Oktober 2017
2. *** = Qualifiziert für die vierte Runde

Vierte Runde

Die beiden Gruppendritten der dritten Runde qualifizierten sich für die vierte Runde.
 Syrien

 Australien****

**** = Qualifiziert für die interkontinentalen Play-offs

## Südamerikanische Zone / CONMEBOL
Alle zehn Mannschaften, die dem südamerikanischen Fußballverband CONMEBOL angehören, nahmen an der Qualifikation teil.
| - Argentinien - Bolivien - Brasilien - Chile - Ecuador | - Kolumbien - Paraguay - Peru* - Uruguay - Venezuela |

* = Qualifiziert für die interkontinentalen Play-offs

## Nord-, Zentralamerikanische und Karibische Zone / CONCACAF
Alle 35 CONCACAF-Mannschaften, die auch Mitglied des Weltverbandes FIFA sind, nahmen an der Qualifikation teil.
Erste Runde

Die auf Platz 22 bis 35 gesetzten Mannschaften stiegen in der ersten Runde ein.
| - Anguilla - Bahamas - Barbados* - Belize** - Bermuda* - Cayman Islands - Curaçao** | - Dominica* - Amerikanische Jungferninseln - Britische Jungferninseln - Montserrat - Nicaragua** - St. Kitts und Nevis* - Turks- und Caicosinseln |

* = Qualifiziert für die zweite Runde/** = Qualifiziert für die dritte Runde
Zweite Runde

Die auf Platz 9 bis 21 gesetzten Mannschaften stiegen in der zweiten Runde ein.
| - Antigua und Barbuda** - Aruba** - Dominikanische Republik - El Salvador*** - Grenada** - Guatemala*** - Guyana | - Kanada*** - Kuba - St. Lucia - Puerto Rico - St. Vincent und die Grenadinen*** - Suriname |

** = Qualifiziert für die dritte Runde/*** = Qualifiziert für die vierte Runde
Dritte Runde

Die auf Platz 7 und 8 gesetzten Mannschaften stiegen in der dritten Runde ein.
- Haiti***
- Jamaika***

*** = Qualifiziert für die vierte Runde
Vierte Runde

Die auf Platz 1 bis 6 gesetzten Mannschaften stiegen in der vierten Runde ein.
| - Costa Rica - Honduras**** - Mexiko | - Panama - Trinidad und Tobago - Vereinigte Staaten |

**** = Qualifiziert für die interkontinentalen Play-offs

## Ozeanische Zone / OFC
Alle elf Vollmitglieder der OFC nahmen an der Qualifikation teil. Die erste Runde diente als Qualifikation, die zwei nachfolgenden Runden waren zugleich die Endrunde der Ozeanienmeisterschaft 2016.
Erste Runde

Die auf Platz 8 bis 11 gesetzten Mannschaften stiegen in der ersten Runde ein.
- Amerikanisch-Samoa
- Cookinseln
- Samoa*
- Tonga

* = Qualifiziert für die zweite Runde
Zweite Runde

Die auf Platz 1 bis 7 gesetzten Mannschaften stiegen in der zweiten Runde ein.
| - Fidschi** - Neukaledonien** - Neuseeland** - Papua-Neuguinea** | - Salomonen** - Tahiti** - Vanuatu |

** = Qualifiziert für die dritte Runde
Dritte Runde

Die Mannschaften der dritten Runde wurden in zwei Gruppen eingeteilt – die beiden Ersten qualifizierten sich für das Finale.
| - Neuseeland*** - Neukaledonien - Fidschi | - Salomonen*** - Tahiti - Papua-Neuguinea |

*** = Qualifiziert für das Finale
Finale
|            | Gesamt |           | Hinspiel  | Rückspiel |
| ---------- | ------ | --------- | --------- | --------- |
| Neuseeland | 8:3    | Salomonen | 6:1 (3:0) | 2:2 (2:1) |

## Interkontinentale Play-offs
In den interkontinentalen Play-offs, die am 10./11. und 15. November 2017 stattfanden, trafen folgende Konföderationen bzw. Mannschaften aufeinander:
|                                              | Gesamt |                                           | Hinspiel | Rückspiel |
| -------------------------------------------- | ------ | ----------------------------------------- | -------- | --------- |
| Honduras 4. Platz der CONCACAF-Qualifikation | 1:3    | Australien 5. Platz der AFC-Qualifikation | 0:0      | 1:3 (0:0) |
| Neuseeland Sieger der OFC-Qualifikation      | 0:2    | Peru 5. Platz der CONMEBOL-Qualifikation  | 0:0      | 0:2 (0:1) |